# فنیقیه (ساتراپی هخامنشی)
ساتراپی فنیقیه، یکی از ساتراپی‌های شاهنشاهی هخامنشی بود. سرزمین‌های امپراتوری ایران به چندین شهربانی تقسیم می‌شد که معمولاً ساتراپی‌ها (کلمه فارسی باستان: خشچپاون - حافظ قلمرو هخامنشی) را شامل می‌شدند. استانداران این مناطق ساتراپ نام داشتند و بدین ترتیب جزء جزء نواحی مختلف امپراتوری هخامنشی با ساختار سیاسی ایجاد شد. هر ساتراپی ولایت بسیار پهناوری را شامل می‌شده است و احتمالاً هر ساتراپ یا استاندار یک نجیب‌زاده پارسی بود که امور را از مرکز ساتراپ‌ها به دست داشته است.

## سرزمین و موقعیت جغرافیایی
تمدن فنیقی‌ها را می‌توان با مناطق ساحلی سوریه –اسراییل آغاز کرد؛ و می‌توان گفت که مرز شمالی همتراز با آن را تل سوقاس دانست به علت اینکه در منطقه شمالی هیچ اثری از زیستگاه فنیقی‌ها وجود ندارد. با وجود اینکه شهر اوگاریت در آنجا بوده اما نمی‌توان آن را با تمدن فنیقی متناسب دانست. مرزهای شرقی و غربی به‌طور کامل شناخته شده در غرب دریای مدیترانه و در شرق سلسه جبال لبنان.
شهرهایی که در فنیقیه وجود داشت عمدتاً دارای ویژگی‌های طبیعی بودند زیرا شهرها را بر روی صخره‌ها می‌ساختند تا دارای لنگرگاه باشند و بعضی از آنها در شمال و بعضی‌ها در جنوب و بر طبق فصل‌های سال ساخته می‌شد؛ و آنها معمولاً در نزدیکی سواحل شروع به ساخت و ساز می‌کردند تا در مواقع حمله هم بتوانند دفاع کافی را داشته باشند؛ و شهرهای معروفی چون آرادوس و صور دارای چنین ویژگی‌هایی بودند.
اب و هوای این مناطق در زمستان به صورت بارش‌های طولانی بود به طوری که با خاک و شن آمیخته می‌شد؛ و به نظر می‌رسد آب و هوایی معتدلی داشته و با وجود کمبود زمین کشاورزی به این فعالیت این پرداخته بودند و محصولاتی چون زیتون و میوه و انگور و … را زیر کشت برده بودند.
نوع حیواناتی که در آنجا می‌زیستند مطابق با آب و هوای آن منطقه بود و حیواناتی چون پلنگ و خرس و کفتار و… در آن مناطق وجود داشتند؛ و ماهی هم جزو بیشترین محصولات این منطقه محسوب می‌شد.

## تسلیم شدن فینیقی‌ها
پس از سقوط بابل تمام سرزمینهایی که در غرب واقع شده بودند تا مرز مصر ظاهراً داوطلبانه تسلیم هخامنشیان گردیدند. مردم طبقه بازرگان از بنادر فینیقیه به همراه بازرگانان بابل و آسیای کوچک طرفدار ایجاد یک امپراتوری بزرگ و ایمنی بودند که راه‌های بازرگانی بی خطری داشته باشد و بدین ترتیب تمام رفت و آمدهای بازرگانی به صورت مطمئنی در دست آنان باشد.

## معماری
بیشترین دانستنیهای ما راجع به این دوره مربوط به معبد سلیمان است که در کتاب تورات از او نامبرده شده است و هنرمندان فنیقی شروع به ساخت این معابد کرده‌اند و بیشترین الگو برداری آن مربوط مصر می‌شود و اینکه این معابد را در ارتفاعات می‌ساختند و علت ساخت آنها در ارتفاعات پرستش خدایان بوده است. و همچنین در زمان هخامنشیان صیدا شهر اصلی فنیقیان بود و کاخی به سبک معماری ایرانی وجود داشته.

## اقتصاد
هخامنشیان برای تعادل نظام سیاسی و اجتماعی خود نیازمند روابط اقتصادی بودند. به همین خاطر قسمتی از سیاست‌های حکومت هخامنشی به تأمین رفاه اقتصادی و افزایش تولید و پخش و داد و ستد کالا اختصاص یافته بود. از این رو بخش عمده ای از سیاست بر مبنای منفعت‌های اقتصادی ملل تابعه و آزادی اقتصادی بود که بیشترین سود سهم ساتراپ نشینهای غربی بود؛ زیرا اقتصاد آنها بر پایه تجارت و کشاورزی بوده است.
مرکز اقتصاد هخامنشیان را ساتراپ نشینهای غربی با لایه‌های گوناگون تشکیل دادند. این ساتراپ‌ها از امپراتوری‌های پیشین خود یعنی:لودیه، آشور، بابل و مصر شکل گرفته بودند و یک واحد سیاسی_اقتصادی را شکل داده بودند. عواملی چون موقعیت خاص جغرافیایی و اقتصادی و وجود علل بازرگانی چون (لودی‌ها /فنیقی‌ها / ایونیه‌ای‌ها/ مصری‌ها / بابلی‌ها) و مازاد تولید و به خاطر داشتن آب و هوای خوب موجب توجه حکومت هخامنشیان به این اقوام شده است.